# Tré Cool
Tré Cool, egentligen Frank Edwin Wright III, född 9 december 1972 i Frankfurt am Main, dåvarande Västtyskland, är en amerikansk musiker som sedan 1990 är trummis i bandet Green Day, där han ersatte John Kiffmeyer (även känd som Al Sobrante).

## Karriär
Det var Lawrence Livermore som gav honom namnet Tré Cool, vilket betyder ”mycket cool” på franska (egentligen très cool). Han fick namnet under sin tid i bandet The Lookouts som han började sin karriär i när det startades 1985; Tré hade aldrig tidigare spelat trummor. Tré kan även spela gitarr. Tré har bara skrivit några få låtar, bl.a. "Like a rat does cheese" och "Rock n' roll girlfriend" (en del av Green Days 9-minuterslåt "Homecoming" som finns med på albumet American Idiot). Tré Cool har även deltagit i Green Days sidoprojekt The Network och Foxboro Hot Tubs, även där bakom trummorna. Tré använder Zildjian cymbaler och Zildjian Hi-Hat. 

## Privatliv
Just nu bor Tre Cool i Willits, Kalifornien, USA. Han har varit gift två gånger och har barnen Frankito och Ramona (som är uppkallad efter punkbandet The Ramones). I januari 2014 blev han förlovad med Sara Rose Lipert och de gifte sig den 11 oktober 2014. 